# 퀸즐랜드 램스
퀸즐랜드 램스(Queensland Rams)는 1934년 창단한 인터내셔널 베이스볼 리그 오브 오스트레일리아와 클랙스턴 실드의 프로 야구 팀이다. 퀸즐랜드 주를 연고로 하고 있으며, 홈구장은 홀로웨이 필드이다.